# Markus Reiner
Markus Reiner (em hebraico:  מרכוס ריינר, 5 de janeiro de 1886 — 25 de abril de 1976) foi um engenheiro civil israelense. É reconhecido por seu trabalho em reologia.

## Pesquisa
Reiner não foi apenas uma figura importante em reologia, ele junto com Eugene C. Bingham cunhou o termo e fundou uma sociedade para seu estudo. Assim como o termo reologia e suas publicações, ele é conhecido pela Equação de Buckingham-Reiner, a Equação de Reiner-Riwlin e os fluidos de Reiner-Rivlin, o número de Deborah e o efeito Bule – uma explicação de por que o chá escorre do lado de fora do bico de um bule em vez de para dentro da xícara.

## Obras
- G. W. Scott Blair & M. Reiner (1957) Agricultural Rheology (Routledge & Kegan Paul, Londres)
- M. Reiner (1960) Deformation, strain and flow: an elementary introduction to rheology: Londres, H. K. Lewis
- M. Reiner (1964) Physics Today volume 17 no 1 page 62 The Deborah Number
- M. Reiner (1971) Advanced Rheology: London, H. K. Lewis
- M. Reiner (1975) Selected Papers on Rheology: Amsterdã, Elsevier